# 九龍巴士W4線
九龍巴士W4線是香港一條九龍市區旅遊巴士路線，由九龍巴士（一九三三）有限公司營辦，於2023年10月14日起投入服務，循環來往高鐵（西九龍站）及香港故宮文化博物館，全程收費為$5.4，只於星期六、日及公眾假期提供服務。

## 歷史
此路線前身為由西九文化區管理局委託陽光巴士營辦的合約式出租非專營巴士路線，於2023年1月17日隨着高鐵香港西九龍站重開而投入服務，循環來往香港西九龍站及西九文化區，每日日間提供免費服務，於8月起由子公司奔騰旅運及姊妹公司九龍巴士聯合派車，並獲准加派雙層巴士行走。。
該穿梭巴士服務因西九文化區管理局決定不再延續服務而於10月14日起停止服務，九龍巴士遂於同日開辦走線相若的收費專營巴士服務，編號為「W4」，只於星期六、日及公眾假期提供服務。

## 服務時間及班次
W4線所有班次均由高鐵（西九龍站）開出，並只於星期六、日及公眾假期提供服務，列表如下：
| 服務時間 （星期六、日及公眾假期） | 班次（分鐘） |
| 高鐵（西九龍站）開                | 班次（分鐘） |
| --------------------------------- | ------------ |
| 08:00－14:00                      | 20           |
| 14:00－14:30                      | 15           |
| 14:30－20:30                      | 20           |

## 收費
W4線全程收費為$5.4，並設有M+往香港故宮文化博物館$4.0之短途分段收費。
W4線設有12歲以下小童及65歲或以上長者半價優惠，當中60歲－64歲香港居民、65歲或以上長者與合資格殘疾人士如以指定八達通繳付此線的車資，均可享有長者及合資格殘疾人士公共交通票價優惠計劃提供的$2票價優惠。乘客登車時需以現金或八達通卡繳付車資，不設找贖；而每位成人乘客可免費帶同最多兩名四歲以下而且不佔座位的兒童乘車。此外，乘客亦可透過多元化電子支付系統（e度嘟）繳付車資，乘客使用此付款方式不能享有與非九巴／龍運路線之轉乘優惠，亦不能享有「公共交通費用補貼計劃」及「長者及合資格殘疾人士乘車優惠計劃」。逢星期日及公眾假期，每兩名繳付成人車費的乘客，可攜同一名12歲以下小童或65歲或以上長者免費乘車；合資格殘疾人士可於當日免費乘車，其同行者以現金繳付車資亦可享半價優惠。
此外，乘客凡以同一張八達通卡於指定日期內乘搭此路線滿十程，可在指定日期內於西九龍站巴士總站免費換領此路線單程車票一張，相關優惠只適用於繳付全程車費之成人及學生八達通使用者，乘客亦可以九折優惠價於相關巴士總站購買十張此路線單程成人車票；而即日起至2024年6月30日，持有天際100門票的乘客以成人八達通繳付此線車資，可獲折扣額$5.0。

## 行車路線
W4線所有班次均由高鐵（西九龍站）開出，途經匯民道、佐敦道、連翔道、柯士甸道西、博物館道、文化道、博物館道（西行）、掉頭、博物館道（東行）、雅翔道、佐敦道及匯民道折返高鐵（西九龍站），具體停站請參考資訊框。